# Muraszombat városi község
Muraszombat városi község (szlovén nyelven Mestna občina Murska Sobota) Szlovénia 212 (2012 óta) alapfokú közigazgatási egységének, azaz községének, illetve ezen belül a 11 városi községnek egyike, központja Muraszombat városa.

## A városi községhez tartozó települések
(Zárójelben a szlovén név szerepel.)
Barkóc (Bakovci), Battyánfalva (Rakičan), Falud (Veščica), Kisszombat (Černelavci), Korong (Krog), Lendvanemesd (Nemčavci), Márkusháza (Markišavci), Murahalmos (Kupšinci), Muraszentes (Satahovci), maga Muraszombat, Pušča és Vaspolony (Polana).
E települések magyar neveiket túlnyomórészt csak a 19. század végén, a földrajzinév-magyarosítási hullám során kapták, ezért még a helyi magyar lakosság sem ismeri, alkalmazza ezeket a névformákat. A jelentősebb magyar lakossággal rendelkező települések hagyományos magyar nevei a Muravidéken mindenütt szerepelnek az út menti helységnévtáblákon is, de a muraszombati község települései nem tartoznak ezek közé.

## Népesség
| Lakosok száma | 19 498 | 19 436 | 19 313 | 19 220 | 19 114 | 18 935 | 18 923 | 18 858 | 18 742 | 18 684 |
|               | 2008   | 2009   | 2011   | 2012   | 2013   | 2015   | 2016   | 2017   | 2019   | 2020   |